# Anne Grandin
Pour les articles homonymes, voir Grandin.
Anne Grandin, née le 20 mars 1965, est une joueuse française de water-polo.

## Carrière
Avec l'équipe de France féminine de water-polo avec laquelle elle compte 90 sélections, Anne Grandin est médaillée de bronze aux Championnats d'Europe 1987 et aux Championnats d'Europe 1989. Elle joue en club aux Dauphins de Créteil avec lequel elle est finaliste de la Coupe d'Europe des clubs champions en 1988.